# Мария-Габриела Австрийска
Мария Йоана Габриела Йозефа Антония фон Хабсбург-Лотарингия (4 февруари 1750 – 23 декември 1762) е австрийска ерцхерцогиня, дъщеря на свещения римски император Франц I Стефан и на императрица Мария Тереза. Мария-Габриела е сетра на френската кралица Мария-Антоанета.
Родена във Виена на 4 февруари 1750 г., Мария-Габриела умира от едра шарка на 23 декември 1762, само на 12-годишна възраст.